# Jacques Maillet (aviron)
Pour les articles homonymes, voir Jacques Maillet (homonymie) et Maillet.
Jacques Maillet, né le 7 septembre 1926 à Asnières-sur-Seine et mort le 30 janvier 2019 à Bois-Colombes, est un rameur d'aviron français.
Il est éliminé en demi-finales du deux de couple des Jeux olympiques d'été de 1948 avec Christian Guilbert et quatrième de la finale olympique de 1952 avec Achille Giovannoni.
Il est aussi médaillé de bronze de deux de couple aux Championnats d'Europe d'aviron 1949 avec Christian Guilbert.